# 라론
라론(독일어: Raron, 프랑스어: Rarogne)은 스위스 발레주 라론구에 있는 자치체이다.

## 역사
라론은 1101-1200년경에 Rarogni로 처음 언급 된다. 1146년에 그것은 Rarun으로 언급되었다.
블라트의 매장지인 하이드니쉬빌의 정착지와 주변 포도원에 흩어져 있는 발견은 신석기 시대부터 라텐 문화 시대까지 라론 부근에 영구적인 정착지가 있었음을 나타낸다. 정착촌은 로마 시대에 버려졌던 것 같다.
중세 시대에 하이드니쉬빌 서쪽 언덕이 요새화되었다. 12세기에 라론의 피츠툼이 세워지고, 피츠툼 타워 하우스가 언덕에 추가되었다. 탑 라론, 아스퍼린 및 de Chevron-Villette의 가문은 모두 라론의 Vizedominat 사무실을 시옹 주교의 봉토로 지었다. 1417년의 라론 사건 동안 탑은 부분적으로 파괴되었다. 1538년에 시에서 구입한 후 시청과 감옥으로 사용되었다. 21세기 초에는 개인 소유였다. 또한 피츠툼에타워, 마이어 타워는 13세기에 지어졌다. 마이어 타워는 대부분 아스퍼린 가문이 차지했다. 라론은 지역 정치에서 중요했으며, 라로니아 프루덴스라는 칭호를 받았다. 한 명의 주교와 여러 명의 주지사가 라론에서 왔다.
지역 교구의 중심은 아마도 원래 성 독일인이었을 것이다. 성 게르만 교회는 약 8세기 또는 9세기부터 존재했다. 1299년까지 라론의 교회는 교구 교회가 되었다. 이 큰 교구는 라론 첸덴의 중간 1/3의 4개 지자체로 구성되었다. 1554년 운터베흐와 뷔르헨은 본당에서 분리되었고, 1867년에는 아우서베르크도 함께 떠났다. 탑을 제외한 성 로마누스 교회는 1494년 비취바흐가 범람했을 때 파괴되었다. 교회 탑은 1938년 철거될 때까지 남아 있었다. 사람이 살지 않는 마이어 타워는 고딕 양식으로 개조되었다. 1508-1514년 울리히 루피너의 교회. 16세기 초에 이 성 교회는 초기 교회를 대체하기 위해 성 로마누스에게 헌정되었다. 복원된 성채 교회는 1970년대에 버려졌다가 1974년 언덕 기슭에 지어진 모던 록 교회로 대체되었다.
라론의 큰 석조 집들은 17세기와 18세기의 번영을 증언한다. 이 역사적인 주택에는 Maxenhaus, Zentriegenhaus, Zmilacherhaus 및 von Roten 가족의 주택뿐만 아니라 Turtig의 Kalbermatterhaus와 Rotigoblatt의 타워 하우스가 있다. 라론을 통한 성 게르만 고개를 통해 피스프까지의 교통은 도시의 번영에 기여했다. 그러나 19세기에 계곡 왼쪽으로 계곡길을 건설하면서 라론은 이 수입원을 빼앗겼다. 론강과 비치바흐강의 봉쇄, 1865~1885년 늪의 배수, 1920년 론차 엔춤프풍스 운하 건설로 인해 계곡은 농업을 위해 개방되었다.
라론은 20세기 후반에 현대 산업 및 소규모 비즈니스 타운으로 진화했다. 주거 및 상업 건물이 계곡 바닥에 걸쳐 펼쳐져 있다. 1940년대에 스위스 공군을 위한 군사 비행장은 항공기 동굴이 있는 계곡에 지어졌지만, 1994년 군대 개혁으로 폐기되었다. 에어 체르마트는 1980년에 라론에 헬리콥터 기지를 설립했다. 뢰치베르크 베이스 터널의 남쪽 포털 터널은 2007년에 마을 동쪽에 열렸다. 2000년에는 노동 인구의 60% 이상이 지자체 외부, 특히 피스프, 브리크 및 슈테크에서 일했다.
라론은 주기적인 Passion and Mysteries of the Rosary 연극으로 유명하다.

## 지리

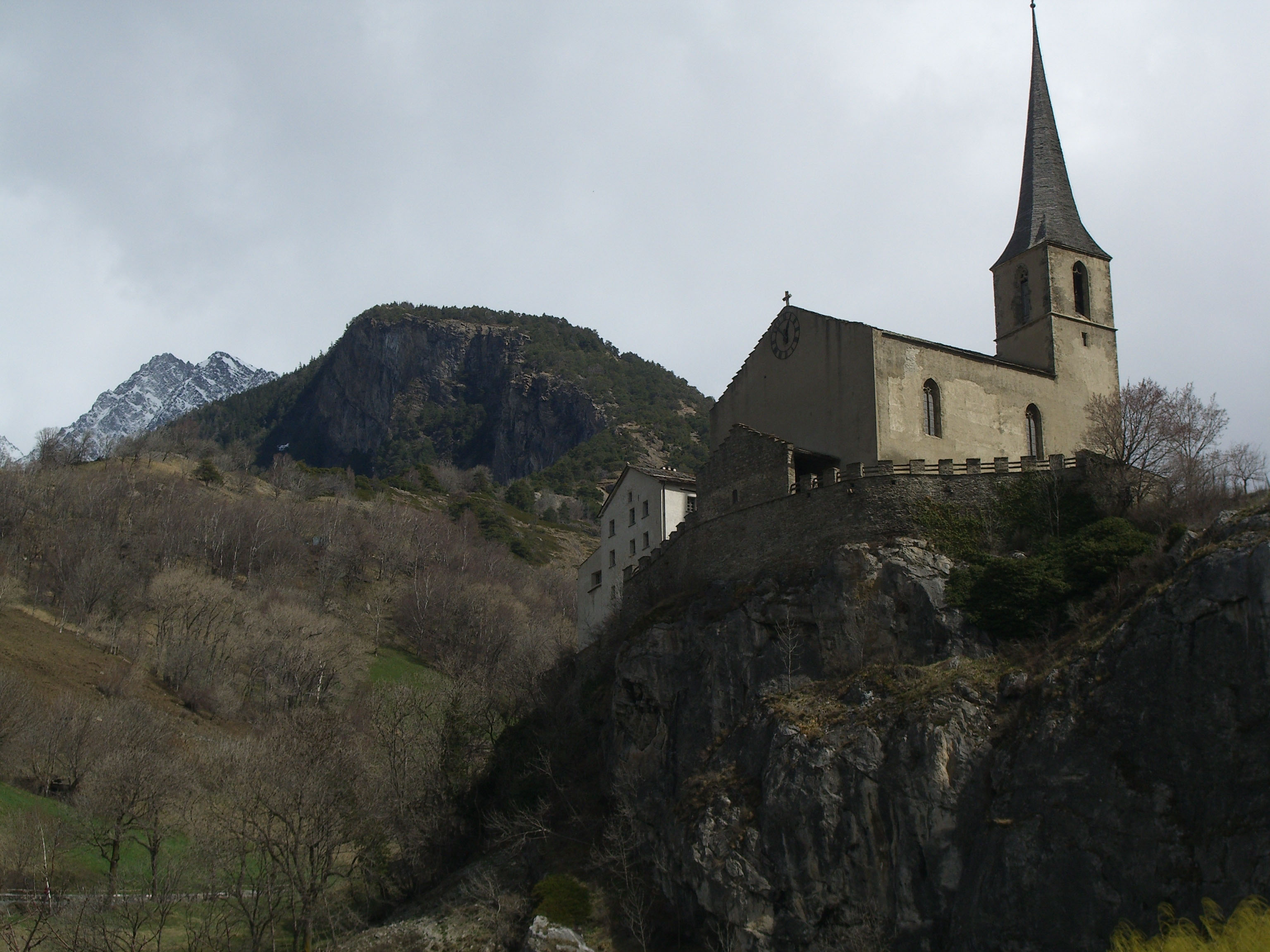
라론 교회

라론의 면적은 2011년 기준으로 30.3k㎡이다. 이 지역의 15.5%는 농업용으로 사용되며 19.0%는 산림이다. 나머지 토지 중 4.8%는 정착지(건물 또는 도로)이고, 60.7%는 비생산적인 토지이다.
시정촌은 베스틀리히 라론구의 수도이다. 여기에는 라론 및 성 게르만 마을과 투르티크 및 Rarnerchumma의 작은 마을이 포함된다. 비치 계곡 입구와 피스프 서쪽의 론 계곡 오른쪽에 위치하고 있다.

### 기후
툰드라 기후는 영하의 연간 평균 기온, 넓은 연간 온도 범위 및 적당히 낮은 강수량이 특징이다. 이 기후에 대한 쾨펜 기후 구분 하위 유형은 ET (툰드라 기후)이다.

## 인구통계
2020년 12월 기준, 라론의 인구는 1,949명이다. 2008년 기준으로 인구의 12.4%가 거주하는 외국인이다. 2000년부터 2010년까지, 지난 10년 동안 인구는 2.5%의 비율로 변화했다. 이주로 인해 4.2%의 비율로, 출생 및 사망으로 인해 3.5%의 비율로 변경되었다.
2000년 기준, 인구 대부분인 1,534명(91.7%)이 독일어를 모국어로 사용하고, 알바니아어가 48명(2.9%)으로 두 번째로 많이 사용되고, 프랑스어가 세 번째로 34명(2.0%)이다. 이탈리아어를 할 줄 아는 18명과 로만슈어를 할 줄 아는 사람이 1명 있다.
2008년 기준으로 인구는 남성 50.9%, 여성 49.1%이다. 인구는 804명의 스위스 남성(인구의 44.6%)과 112명(6.2%)의 비스위스계 남성으로 구성되었다. 스위스 여성은 799명(44.4%), 비스위스계 여성은 86명(4.8%)이었다. 지자체의 인구 중 약 50.8%인 849명이 라론에서 태어나 2000년에 그곳에 살았다. 같은 주에서 태어난 468 또는 28.0%가 있었고, 스위스 다른 곳에서 태어난 138 또는 8.3%가 있었다. 170 또는 10.2%가 스위스 외부에서 태어났다.
2000년 기준으로 아동·청소년(0~19세)이 25%, 성인(20~64세)이 61.4%, 노인(64세 이상)이 13.6%를 차지하고 있다.
2000년 기준으로 시정촌에 미혼이거나 독신인 사람은 643명이다. 기혼자는 904명, 미망인은 77명, 이혼한 사람은 48명이었다.
2000년 기준으로 시정촌의 개인가구는 636세대로 가구당 평균 2.6명이다. 1인 가구는 145가구, 5인 이상 가구는 53가구였다. 2000년에는 총 593가구(전체의 83.4%)가 상설 임대되었고, 91가구(12.8%)는 계절적 임대, 27가구(3.8%)는 공실이었다. 2009년 기준 신규주택 건설률은 인구 1000명당 0.6세대였다. 2010년 시정촌 공실률은 2.49%였다.
역사적 인구는 다음 차트에 나와 있다.

### 종교

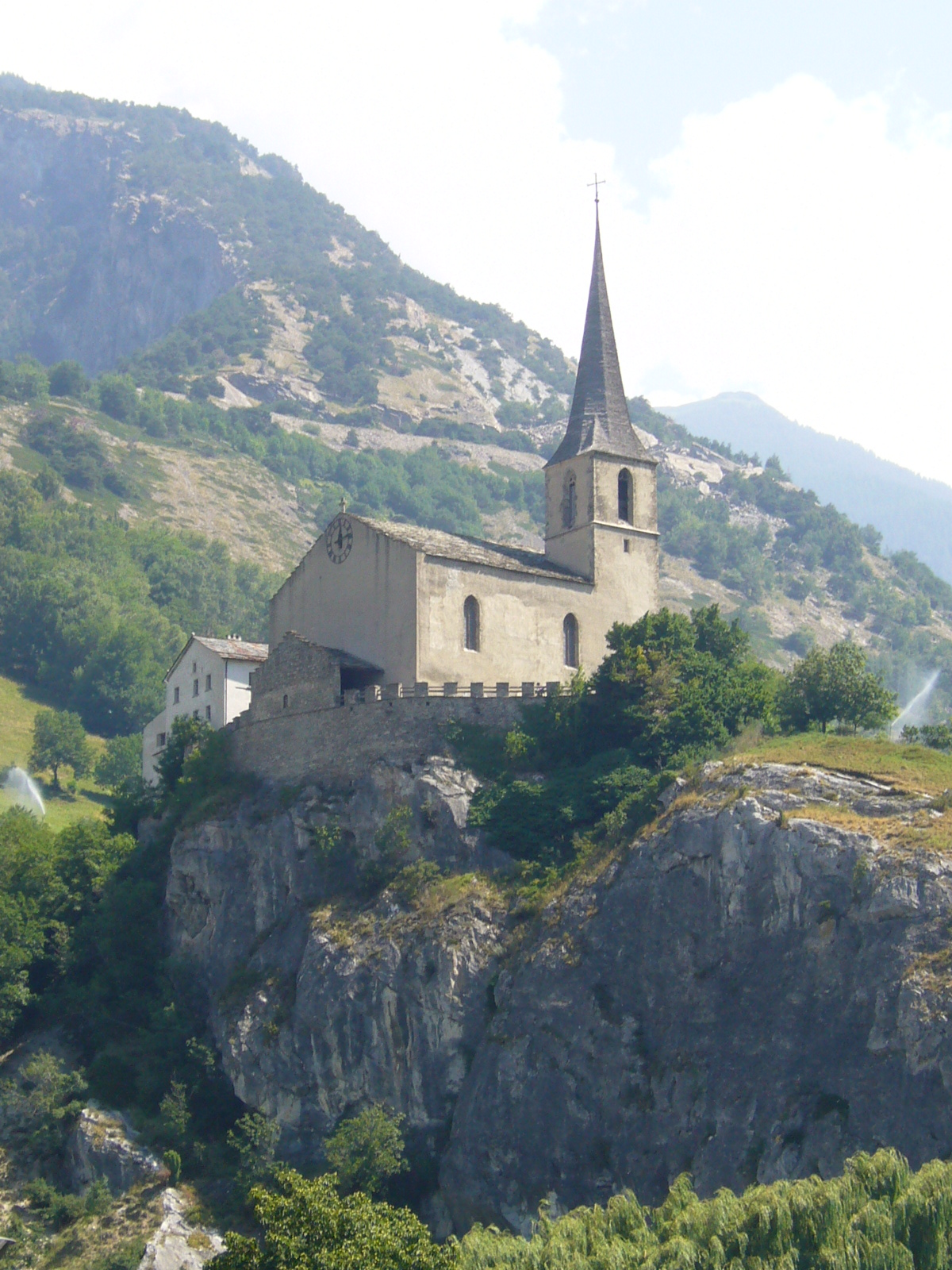
성 로만 교회

2000년 인구 조사에 따르면 1,435명(85.8%)이 로마 가톨릭 신자이고, 56명(3.3%)이 스위스 개혁 교회에 속해 있다. 나머지 인구 중 정교회 교인은 8명 (인구의 약 0.48%)이었고, 다른 기독교 교인은 10명(인구의 약 0.60%)이었다. 이슬람교는 78명(인구의 약 4.67%) 이었다. 불교 1명 있었다. 31명(인구의 약 1.85%)은 교회에 속하지 않았고, 불가지론자 또는 무신론자였으며, 58명(인구의 약 3.47%)은 질문에 대답하지 않았다.

## 국가중요문화재
선사 시대 유적지 또는 Heidnischbühl, 오래된 Rectory 및 Viztume 타워 하우스가 있는 성 로마 교회는 국가적으로 중요한 스위스 문화 유산으로 등록되어 있다. 라론의 전체 마을, Rarner Chumma의 작은 마을 및 Turtig/Wandfluh 지역은 모두 스위스 유산 목록의 일부이다.

## 경제
2010년 기준으로 라론의 실업률은 1.7%였다. 2008년 기준으로 1차 경제 부문에 76명이 고용되어 있으며, 이 부문에 약 31개 기업이 참여하고 있다. 442명의 사람들이 2차 부문에 고용되었고, 이 부문에 23개의 기업이 있었다. 254명이 3차 부문에 고용되었으며, 이 부문에는 57개의 기업이 있다. 시정촌 주민은 810명으로 일정 정도 고용되었으며, 그 중 여성이 전체 노동력의 36.7%를 차지하였다.
2008년에 정규직에 상응하는 총 일자리 수는 655개였다. 1차 부문의 일자리 수는 34개였으며, 그중 28개는 농업에 있었고 5개는 임업 또는 목재 생산에 있었다. 2차 부문의 일자리 수는 426개였으며, 그중 151개(35.4%)는 제조업, 2개(0.5%)는 광업, 273개(64.1%)는 건설에 종사했다. 3차 부문의 일자리 수는 195개였다. 3차 부문에서; 37 또는 19.0%는 도소매 또는 자동차 수리, 41 또는 21.0%는 상품의 이동 및 보관, 39 또는 20.0%는 호텔 또는 레스토랑, 11 또는 5.6%는 보험 또는 금융업이었다. 산업, 20 또는 10.3%는 기술 전문가 또는 과학자, 26 또는 13.3%는 교육, 1은 건강 관리에 있었다.
2000년에는 시정촌으로 통근하는 근로자가 325명, 출퇴근한 근로자가 509명이었다. 지자체는 근로자의 순수 수출국이며, 1명이 근로자가 지자체를 전입할 때, 약 1.6명의 근로자가 전출하고 있다. 라론에 들어오는 인력의 약 8.6%가 스위스 외부에서 왔다. 근로 인구의 22.3%가 출퇴근을 위해 대중교통을 이용하고, 55.1%가 자가용을 이용하였다.

## 교육
라론에서는 인구의 약 647명(38.7%)이 비필수 고등교육을 이수했으며, 118명(7.1%)이 추가 고등교육(대학 또는 응용학문대학)을 마쳤다. 고등교육을 마친 118명 중 80.5%가 스위스 남성, 10.2%가 스위스 여성, 6.8%가 비스위스계 남성이었다.
2010년 ~ 2011학년도 동안 라론 학교 시스템에는 총 289명의 학생이 있었다. 발레주의 교육 시스템은 어린아이들이 1년 동안 의무가 아닌 유치원에 다닐 수 있도록 허용한다.  해당 학년도에는 2개의 유치원 학급(KG1 또는 KG2)과 37명의 유치원생이 있다. 칸톤의 학교 시스템은 학생들이 6년 동안 초등학교에 다닐 것을 요구한다. 라론에는 초등학교에 총 9개 학급과 167명의 학생이 있었다. 중등학교 프로그램은 3년의 낮은 의무 교육(오리엔테이션 수업)과 3~5년의 선택적인 고급 학교로 구성된다. 라론에서 학교를 다니는 중학생은 122명이었다. 모든 고등학교 학생들은 다른 시정촌에 있는 학교를 다녔다.
2000년 기준으로 라론에는 타 자치단체에서 온 학생이 55명, 시외 학교에 다니는 주민이 71명이다.

## 교통
브리크 - 지텐 노선의 지역 열차는 라론역에서 평일에 30분 간격으로 정차한다. 1995년까지 항공기 동굴이 있었던 군사 비행장이기도 했던 라론 비행장 인근에는 에어 체르마트 헬리콥터 산악구조대의 기지가 있다.

## 유명인
독일의 시인 라이너 마리아 릴케는 이곳의 오래된 교회 묘지에 묻혔다.